# Landkreis Harz
Der Landkreis Harz ist ein Landkreis in Sachsen-Anhalt.

## Geographie

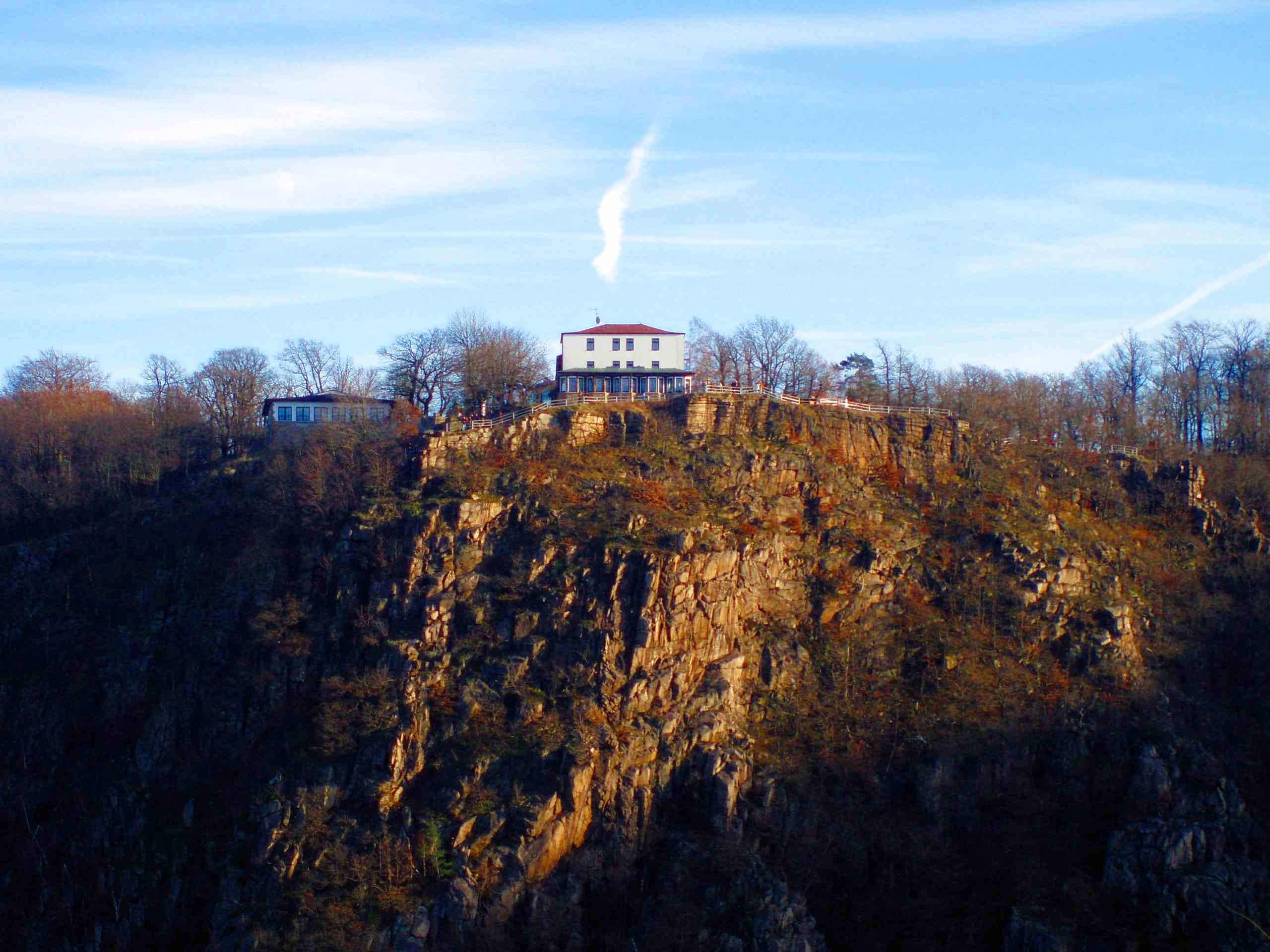
Hexentanzplatz

Der Landkreis liegt im Westen Sachsen-Anhalts und erstreckt sich vom Hochharzgebiet um den Brocken über die nordöstlichen Teile des Harzes bis in das nördliche Harzvorland mit den Höhenzügen Huy und Fallstein.
Der Landkreis grenzt im Süden an die Landkreise Mansfeld-Südharz (Sachsen-Anhalt) und Nordhausen (Thüringen), im Osten an den Salzlandkreis (Sachsen-Anhalt), im Norden an die Landkreise Börde (Sachsen-Anhalt), Helmstedt und Wolfenbüttel (beide in Niedersachsen). Im Westen hat er eine Grenze zum Landkreis Goslar in Niedersachsen.
Das Dreiländereck mit den Ländern Niedersachsen und Thüringen grenzt an den Ortsteil Stadt Benneckenstein (Harz) der Stadt Oberharz am Brocken. Der Brocken als höchster Punkt sowohl des Landkreises als auch des Bundeslandes gehört zur Stadt Wernigerode.
Die Südroute der Straße der Romanik führt durch den Landkreis. Bekannte Sehenswürdigkeiten des Harzes wie der Brocken, der Hexentanzplatz, die Roßtrappe, die Baumannshöhle, die Hermannshöhle und die Rappbode-Talsperre befinden sich auf dem Territorium des Landkreises.
Im Landkreis befinden sich die Sand-Silberscharten-Standorte, ein FFH-Schutzgebiet.
Dialektgrenze
Quer durch das Kreisgebiet verläuft unmittelbar nördlich von Ballenstedt und Benneckenstein die Benrather Linie und somit der Übergang von den hochdeutschen – genauer: den ostmitteldeutschen Dialekten zur niederdeutschen Sprache.

## Geschichte
Der Landkreis Harz wurde im Zuge der zweiten Kreisgebietsreform am 1. Juli 2007 aus den Landkreisen Halberstadt, Wernigerode und Quedlinburg sowie der Stadt Falkenstein/Harz (Landkreis Aschersleben-Staßfurt) gebildet.
Gegen die Bezeichnung „Landkreis Harz“ gab es Einwände aus dem niedersächsischen Teil des Harzes, weil dem Landkreis nur ein Bruchteil des sich über drei Länder erstreckenden Mittelgebirges zuzuordnen ist und der größere Teil des Kreisgebietes sowie der Verwaltungssitz außerhalb des Harzes liegen.

## Bevölkerung
| Jahr | Einwohner |
| ---- | --------- |
| 2007 | 241.017   |
| 2010 | 232.343   |
| 2015 | 221.366   |
| 2020 | 210.975   |
| 2021 | 209.117   |
| 2022 | 210.381   |
| 2023 | 207.134   |

Stand: 31. Dezember des jeweiligen Jahres

## Politik

### Kreistag
Im Kreistag des Landkreises Harz sind 60 Sitze zu vergeben. Die Kommunalwahlen in Sachsen-Anhalt 2024|Kreistagswahlen am 9. Juni 2024 führten zu folgendem in den Diagrammen dargestellten Ergebnis:
| Kreistagswahl Harz 2024Wahlbeteiligung: 61,2 % 403020100 30,5 %25,9 %13,0 %8,8 %8,1 %6,0 %4,4 %2,5 %0,7 %keine % CDUAfDSPDBUKOLinkeFWGrüneFDPH & GSonst.Gewinne und Verlusteim Vergleich zu 2019 %p 12 10 8 6 4 2 0 −2 −4 −6 −8−10−0,1 %p+11,8 %p−1,6 %p+2,6 %p−9,0 %p+4,5 %p−5,7 %p−1,6 %p+0,7 %p−1,7 %pCDUAfDSPDBUKOLinkeFWGrüneFDPH & GSonst. | Sitzverteilung im Kreistag Harz seit 2024Insgesamt 60 Sitze - Linke: 5 - SPD: 8 - Grüne: 3 - BUKO: 5 - FW: 4 - FDP: 1 - CDU: 18 - AfD: 16 |

| Parteien und Wählergemeinschaften | Parteien und Wählergemeinschaften                           | Prozent 2024 | Sitze 2024 | Prozent 2019 | Sitze 2019 | Prozent 2014 | Sitze 2014 | Prozent 2007 | Sitze 2007 |
| --------------------------------- | ----------------------------------------------------------- | ------------ | ---------- | ------------ | ---------- | ------------ | ---------- | ------------ | ---------- |
| CDU                               | Christlich Demokratische Union Deutschlands                 | 30,5         | 18         | 30,6         | 18         | 39,1         | 24         | 34,9         | 21         |
| AfD                               | Alternative für Deutschland                                 | 25,9         | 16         | 14,1         | 9          | 0,7          | 0          | —            | —          |
| SPD                               | Sozialdemokratische Partei Deutschlands                     | 13,0         | 8          | 14,6         | 9          | 18,9         | 11         | 19,0         | 12         |
| BUKO                              | Wählervereinigung Bürger unseres Kreises ohne Parteibuch    | 8,8          | 5          | 6,2          | 4          | 6,0          | 3          | 3,3          | 2          |
| LINKE                             | Die Linke                                                   | 8,1          | 5          | 17,1         | 10         | 21,1         | 13         | 19,9         | 12         |
| FREIE WÄHLER                      | FREIE WÄHLER                                                | 6,0          | 4          | 1,5          | 1          | —            | —          | —            | —          |
| GRÜNE                             | Bündnis 90/Die Grünen                                       | 4,4          | 3          | 10,1         | 6          | 6,5          | 4          | 4,3          | 3          |
| FDP                               | Freie Demokratische Partei                                  | 2,5          | 1          | 4,1          | 3          | 2,9          | 2          | 7,0          | 4          |
| H & G                             | Haus & Grund Harz                                           | 0,7          | 0          | –            | –          | –            | –          | –            | –          |
| FWG Oberharz                      | Freie Wählergemeinschaft Oberharz                           | –            | –          | 0,6          | 0          | –            | –          | –            | –          |
| BV Unterharz                      | Bürgerverein Unterharz                                      | –            | –          | 0,6          | 0          | 1,3          | 1          | 1,0          | 1          |
| WG Vorharz                        | Wählergemeinschaft Vorharz                                  | –            | –          | 0,4          | 0          | –            | –          | –            | –          |
| NPD                               | Nationaldemokratische Partei Deutschlands                   | –            | –          | –            | –          | 2,3          | 1          | 3,6          | 2          |
| BIOH                              | Bürgerinitiative „Oberharz“                                 | –            | –          | –            | –          | 1,0          | 1          | 2,0          | 1          |
| F.H.                              | FORUM HALBERSTADT                                           | –            | –          | –            | –          | –            | –          | 1,6          | 1          |
| QfW                               | Quedlinburger freie Wählergemeinschaft                      | –            | –          | –            | –          | –            | –          | 1,5          | 1          |
| BF                                | Bürgerforum                                                 | –            | –          | –            | –          | –            | –          | 0,8          | 0          |
| WG M.R.u.Sch.f.kl.L               | Wählergemeinschaft „Mehr Recht und Schutz für kleine Leute“ | –            | –          | –            | –          | –            | –          | 0,5          | 0          |
| WASG                              | Wahlalternative Arbeit und Soziale Gerechtigkeit            | –            | –          | –            | –          | –            | –          | 0,5          | 0          |
| EB                                | Einzelbewerber                                              | –            | –          | 0,2          | 0          | –            | —          | 0,1          | 0          |
| Gesamt                            | Gesamt                                                      | 100          | 60         | 100          | 60         | 100          | 60         | 100          | 60         |
| Wahlbeteiligung                   | Wahlbeteiligung                                             | 61,2 %       | 61,2 %     | 53,0 %       | 53,0 %     | 40,8 %       | 40,8 %     | 38,5 %       | 38,5 %     |

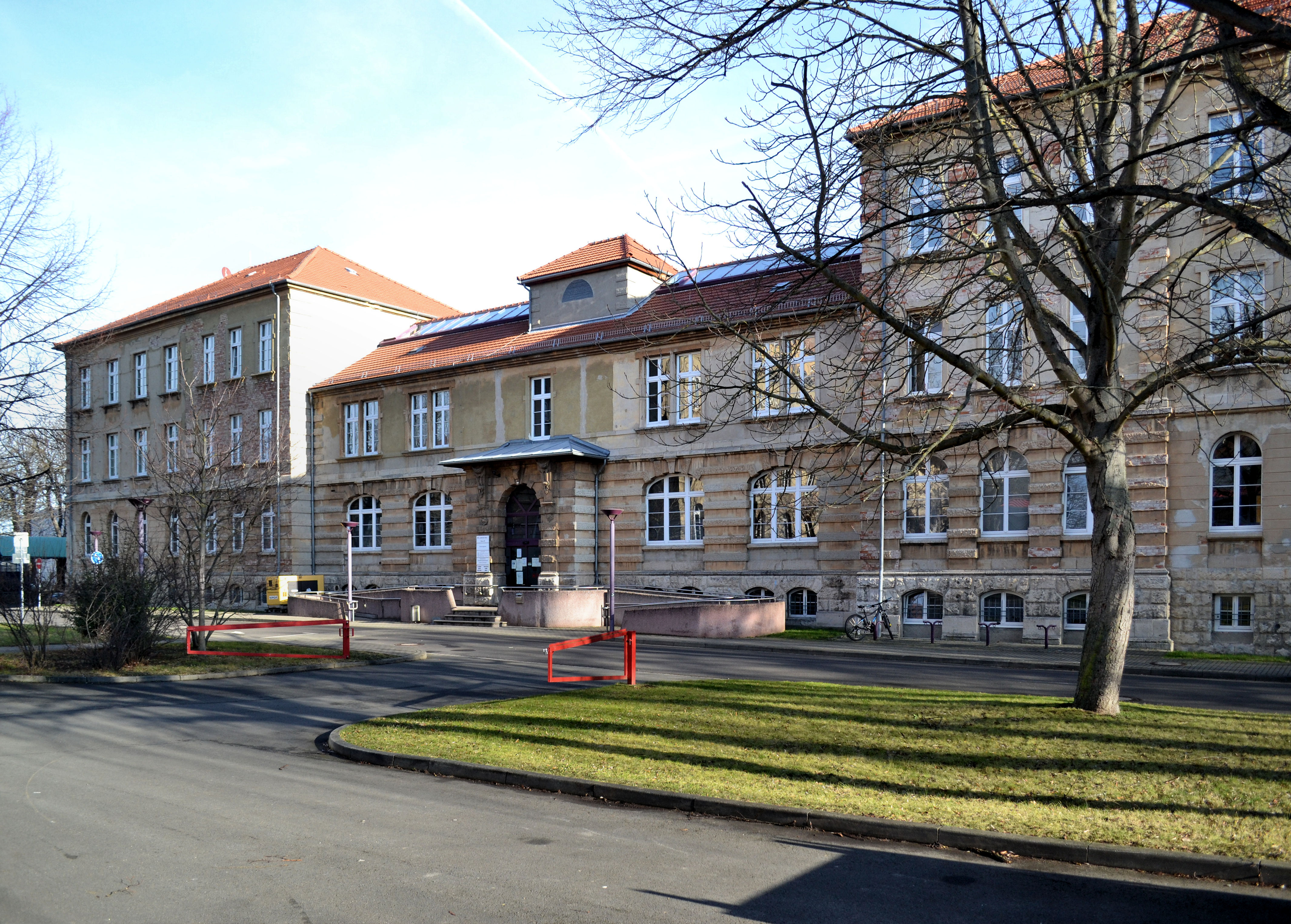
Kreisverwaltung in Halberstadt, Hauptgebäude in der Friedrich-Ebert-Straße 40–42

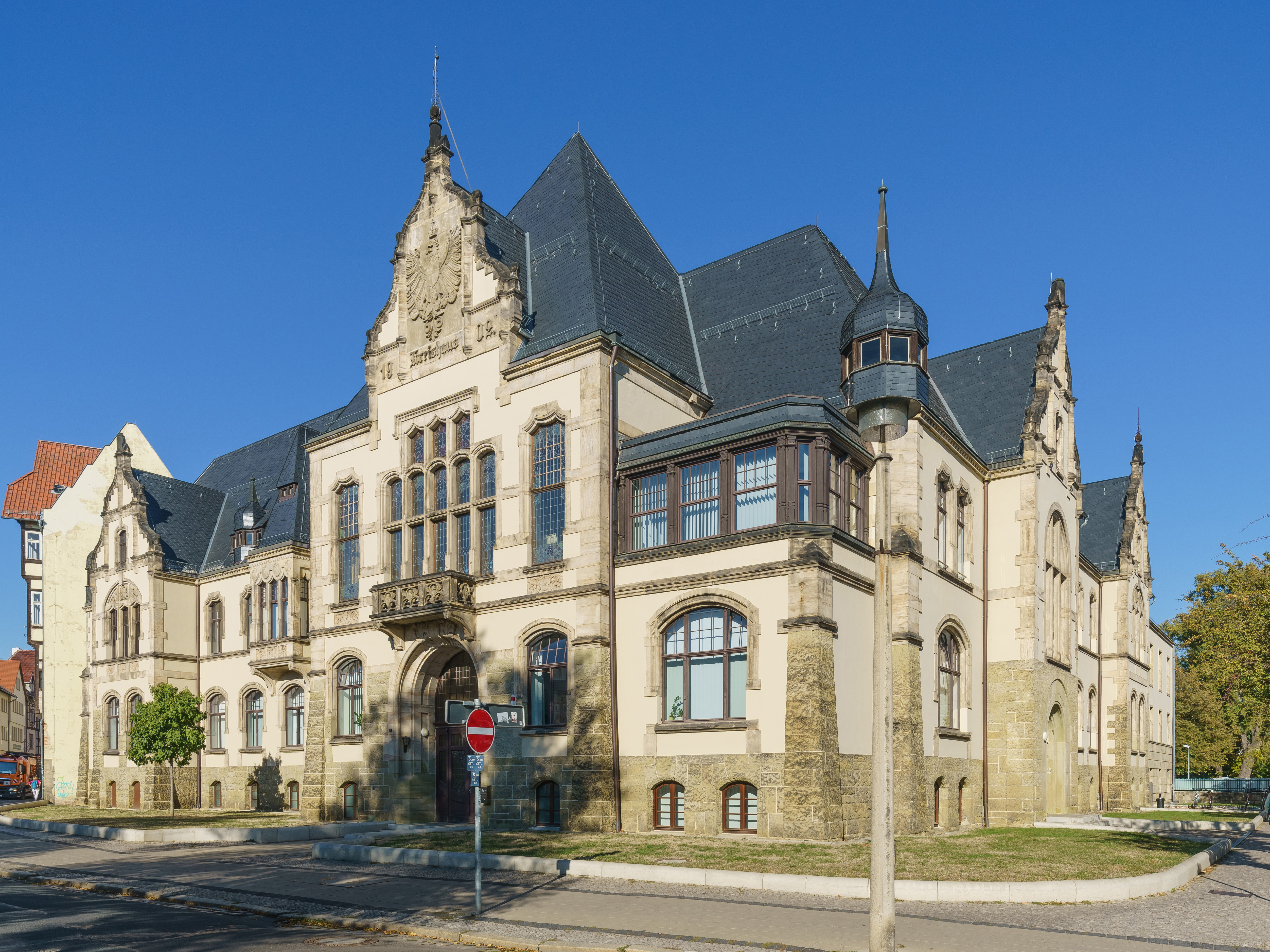
Kreishaus in Quedlinburg, heute ist hier die Kommunale Beschäftigungsagentur Jobcenter des Landkreises Harz untergebracht

- EB: Einzelbewerber 2019: Henri Rivinius (0,2 %)
- EB: Einzelbewerber 2007: Ronald Keuns (0,0 %), Werner Radant (0,1 %), Andreas Regahl (0,0 %).

### Landrat
- 2007–2013: Michael Ermrich (CDU)
- 2013–2020: Martin Skiebe (CDU)
- seit 2020: Thomas Balcerowski (CDU)[6]

### Wappen
Das Wappen wurde am 3. Januar 2008 durch das Ministerium des Innern Sachsen-Anhalts genehmigt.
| Wappen von Landkreis Harz | Blasonierung: „Gespalten von Silber und Rot, vorn zwei zugewendete, steigende rote Forellen, hinten zwei schräg gekreuzte silberne Kredenzmesser mit goldenen Griffen.“ |
| Wappen von Landkreis Harz | Wappenbegründung: Die Forellen haben ihren Ursprung im Wappen der Wernigeröder Grafen. Diese hatten der Legende nach den kirchlichen Auftrag, die Gegend zu missionieren. Der Fisch nimmt darauf Bezug, denn in der Überlieferung trug ihn Petrus, der Fischer war, im Wappen. Die Kredenzmesser aus dem Wappen des Landkreises Quedlinburg gehen auf das alte Reichsstift Quedlinburg zurück. Die Anordnung der grafischen Elemente erfolgt in Anlehnung an das Wappen von Bistum und Landkreis Halberstadt, das von Silber und Rot gespalten war. |

Das Wappen wurde vom Kommunalheraldiker Jörg Mantzsch gestaltet.
Die Wappen der Verwaltungsgemeinschaften, Städte und Gemeinden des Landkreises sind der Liste der Wappen im Landkreis Harz zu entnehmen.

### Flagge
Die Flagge ist rot-weiß (1:1) gestreift (Querform: Streifen waagerecht verlaufend, Längsform: Streifen senkrecht verlaufend) und mittig mit dem Landkreiswappen belegt.

### Auszeichnung
Am 23. September 2008 erhielt der Landkreis den von der Bundesregierung verliehenen Titel „Ort der Vielfalt“.

## Wirtschaft
Im Zukunftsatlas 2019 belegte der Landkreis Harz Platz 369 von 401 Landkreisen und kreisfreien Städten in Deutschland und zählt damit zu den Regionen mit „hohen Zukunftsrisiken“.

## Verkehr

### Straßenverkehr
Wichtigste Verbindungsstraße ist die A 36, die in West-Ost-Richtung den Landkreis quert und eine Verbindung zu den Großräumen Braunschweig und Dessau-Roßlau darstellt. Während die ehemaligen Kreisstädte Wernigerode und Quedlinburg direkt angebunden sind, ist Halberstadt über die B 79 mit der Abfahrt Quedlinburg-Zentrum an die Schnellstraße angebunden.
Die nächsten Autobahnen sind die A 2 im Norden, die A 14 im Osten, die A 38 im Süden sowie die A 369 und die A 7 im Westen.

### Bahnverkehr
Über den Bahnknotenpunkt Halberstadt gibt es stündliche Regionalexpress-Verbindungen in die Landeshauptstadt (Bahnstrecke Magdeburg–Thale) und in die größte Stadt Sachsen-Anhalts (Bahnstrecke Halle–Goslar). Weitere Strecken sind die Rübelandbahn (Blankenburg–Elbingerode, teilweise nur Güterverkehr) sowie die Bahnstrecke Halberstadt–Blankenburg. Freitag bis Sonntag gibt es eine umsteigefreie Direktverbindung von Thale/Wernigerode über Halberstadt nach Berlin. Das Netz wird im Personenverkehr von Regionalverkehre Start Deutschland und im Güterverkehr von der Havelländischen Eisenbahn bedient. Die nächsten Anschlüsse an das Fernverkehrsnetz befinden sich in Magdeburg, Halle (Saale) und Braunschweig sowie Hannover.
Des Weiteren gibt es mit dem Netz der Harzer Schmalspurbahnen (HSB) eine meterspurige Verbindung in den Harz. Umsteigemöglichkeiten von der HSB zum Netz der DB AG gibt es in Wernigerode und Quedlinburg. Endstationen im Harzkreis sind: Quedlinburg, Harzgerode, Hasselfelde, Eisfelder Talmühle, Drei Annen Hohne, Wernigerode und der Brocken.

### Busverkehr und Straßenbahn
Der öffentliche Personennahverkehr wird unter anderem durch den PlusBus des Bahn-Bus-Landesnetz Sachsen-Anhalt auf folgenden Verbindungen erbracht:
- Linie 210: Halberstadt ↔ Ströbeck ↔ Athenstedt ↔ Dardesheim ↔ Osterwieck ↔ Vienenburg
- Linie 230: Wernigerode ↔ Benzingerode ↔ Blankenburg ↔ Westerhausen ↔ Quedlinburg
- Linie 240: Quedlinburg ↔ Bad Suderode ↔ Gernrode ↔ Ballenstedt ↔ Ermsleben ↔ Aschersleben
- Linie 250: Wernigerode ↔ Benzingerode ↔ Blankenburg ↔ Timmenrode ↔ Thale

Der regionale Busverkehr, die Stadtbuslinien und der Schülerverkehr wird von den Harzer Verkehrsbetriebe (HVB) durchgeführt. In den Städten Ballenstedt, Blankenburg, Halberstadt, Quedlinburg, Thale und Wernigerode gibt es einen Stadtverkehr.
Die Stadt Halberstadt besitzt seit über 130 Jahren ein Straßenbahnnetz.

### Flugverkehr
Im Landkreis Harz gibt es einen Verkehrslandeplatz in Ballenstedt.
Die nächsten internationalen Flughäfen sind in Leipzig-Halle und Hannover.

## Schutzgebiete
Im Landkreis befinden sich 39 ausgewiesene Naturschutzgebiete (Stand Februar 2017).

## Gemeinden
Einheitsgemeinden
(Städte sind fett hervorgehoben)
(* Sitz des Landkreises)
| Wappen | Gemeinde                  | Einwohner (31. Dezember 2023) | Fläche in km² |
| ------ | ------------------------- | ----------------------------- | ------------- |
|        | Ballenstedt               | 8425                          | 86,72         |
|        | Blankenburg (Harz)        | 19.319                        | 148,97        |
|        | Falkenstein/Harz          | 5000                          | 102,97        |
|        | Halberstadt *             | 37.793                        | 142,98        |
|        | Harzgerode                | 7457                          | 164,68        |
|        | Huy                       | 6675                          | 167,33        |
|        | Ilsenburg (Harz)          | 9474                          | 62,97         |
|        | Nordharz                  | 7684                          | 110,66        |
|        | Oberharz am Brocken       | 9763                          | 271,52        |
|        | Osterwieck                | 11.120                        | 212,91        |
|        | Welterbestadt Quedlinburg | 23.267                        | 120,52        |
|        | Thale                     | 16.985                        | 137,67        |
|        | Wernigerode               | 32.406                        | 170,20        |

Verbandsgemeinden mit ihren Mitgliedsgemeinden
(* Sitz der Verbandsgemeinde)
| Wappen | Mitgliedsgemeinde | Einwohner (31. Dezember 2023) | Fläche in km² |
| ------ | ----------------- | ----------------------------- | ------------- |
|        | Ditfurt           | 1409                          | 23,71         |
|        | Groß Quenstedt    | 834                           | 15,66         |
|        | Harsleben         | 2168                          | 27,86         |
|        | Hedersleben       | 1276                          | 16,47         |
|        | Schwanebeck       | 2377                          | 32,61         |
|        | Selke-Aue         | 1310                          | 36,72         |
|        | Wegeleben *       | 2392                          | 51,78         |

## Gebietsänderungen

### Veränderungen auf Gemeindeebene

#### Gemeindeneugründungen
- Auflösung der Gemeinden Dankerode, Königerode, Schielo, Siptenfelde und Straßberg und der Städte Harzgerode und Güntersberge – Neugründung der Stadt Harzgerode (1. August 2009)
- Auflösung der Gemeinden Stadt Osterwieck, Aue-Fallstein, Berßel, Bühne, Lüttgenrode, Rhoden, Schauen und Wülperode – Neugründung der Stadt Osterwieck (1. Januar 2010)
- Auflösung der Gemeinden Stadt Benneckenstein, Stadt Elbingerode, Elend, Stadt Hasselfelde, Sorge, Stiege und Tanne – Neugründung der Stadt Oberharz am Brocken (1. Januar 2010)
- Auflösung der Gemeinden Abbenrode, Heudeber, Langeln, Schmatzfeld, Stapelburg, Veckenstedt, Wasserleben und Danstedt – Neugründung der Gemeinde Nordharz (1. Januar 2010)
- Auflösung der Gemeinden Hausneindorf und Wedderstedt – Neugründung der Gemeinde Selke-Aue (1. Januar 2010)

#### Eingemeindungen
- Auflösung der Gemeinden Neinstedt und Weddersleben – Eingemeindung nach Thale (1. Januar 2009)
- Auflösung der Gemeinde Schierke – Eingemeindung nach Wernigerode (1. Juli 2009)
- Auflösung der Gemeinden Altenbrak und Treseburg – Eingemeindung nach Thale (1. Juli 2009)
- Auflösung der Gemeinden Darlingerode und Drübeck – Eingemeindung nach Ilsenburg (Harz) (1. Juli 2009)
- Auflösung der Gemeinden Friedrichsbrunn und Stecklenberg – Eingemeindung nach Thale (23. November 2009)
- Auflösung der Gemeinden Aspenstedt, Athenstedt, Langenstein, Sargstedt und Schachdorf Ströbeck – Eingemeindung in die Stadt Halberstadt (1. Januar 2010)
- Auflösung der Gemeinden Cattenstedt, Heimburg, Hüttenrode, Wienrode, Timmenrode und der Stadt Derenburg – Eingemeindung in die Stadt Blankenburg (Harz) (1. Januar 2010)
- Auflösung der Gemeinde Reddeber – Eingemeindung in die Stadt Wernigerode (1. Januar 2010)
- Auflösung der Gemeinde Radisleben – Eingemeindung in die Gemeinde Ballenstedt (1. Januar 2010)
- Auflösung der Gemeinde Nienhagen – Eingemeindung in die Stadt Schwanebeck (1. Januar 2010)
- Auflösung der Gemeinde Heteborn – Eingemeindung in die Gemeinde Selke-Aue (1. Januar 2010)
- Auflösung der Gemeinde Neudorf – Eingemeindung in die Stadt Harzgerode (1. September 2010)
- Auflösung der Gemeinde Westerhausen – Eingemeindung in die Stadt Thale (1. September 2010)
- Auflösung der Gemeinden Bad Suderode und Rieder sowie der Stadt Gernrode – Eingemeindung in die Stadt Quedlinburg (1. Januar 2011), am 19. Februar 2013 rückgängig gemacht
- Auflösung der Gemeinde Allrode – Eingemeindung in die Stadt Thale (1. Januar 2011)
- Auflösung der Gemeinde Rieder - Eingemeindung nach Ballenstedt (1. Dezember 2013)
- Auflösung der Gemeinde Bad Suderode sowie der Stadt Gernrode – Eingemeindung in die Stadt Quedlinburg (1. Januar 2014)

### Veränderungen bei Verwaltungsgemeinschaften und Verbandsgemeinden
- Auflösung der Verwaltungsgemeinschaft Ilsenburg (Harz) – Eingliederung der Mitgliedsgemeinden in die Stadt Ilsenburg (Harz), die zur Einheitsgemeinde wird (1. Juli 2009)
- Auflösung der Verwaltungsgemeinschaft Unterharz – Zusammenschluss der Mitgliedsgemeinden; die Städte Güntersberge und Harzgerode sowie die Gemeinden Dankerode, Königerode, Schielo, Siptenfelde und Straßberg; zur neuen Stadt Harzgerode (1. August 2009)
- Auflösung der Verwaltungsgemeinschaft Osterwieck-Fallstein (1. Januar 2010)
- Auflösung der Verwaltungsgemeinschaft Brocken-Hochharz (1. Januar 2010)
- Auflösung der Verwaltungsgemeinschaft Blankenburg (1. Januar 2010)
- Auflösung der Verwaltungsgemeinschaft Nordharz (1. Januar 2010)
- Neugründung der Verbandsgemeinde Vorharz (1. Januar 2010)
- Auflösung der Verwaltungsgemeinschaft Thale (1. September 2010)
- Auflösung der Verwaltungsgemeinschaft Gernrode/Harz (1. Januar 2011), Auflösung zum 19. Februar 2013 rückgängig gemacht, zum 1. Januar 2014 erneut aufgelöst

### Namensänderungen
- von Verwaltungsgemeinschaft Ilsenburg zu Verwaltungsgemeinschaft Ilsenburg (Harz) (1. Februar 2007)

## Kfz-Kennzeichen
Am 1. Oktober 2007 wurde dem Landkreis das Unterscheidungszeichen HZ zugewiesen.
Aufgrund der Kennzeichenliberalisierung sind seit dem 29. November 2012 auch die Unterscheidungszeichen HBS (Halberstadt), QLB (Quedlinburg) und WR (Wernigerode) erhältlich.